# Holarctias gracilior
Holarctias gracilior là một loài bướm đêm trong họ Geometridae.